# 中国民主促进会江苏省委员会
中国民主促进会江苏省委员会，简称民进江苏省委、江苏民进，是中国民主促进会在江苏省的地方组织。